# Жерве, Анри
Анри́ Жерве́ (фр. Henri Gervex, 10 декабря 1852, Париж — 7 июня 1929, там же) — французский исторический жанровый и портретный живописец, ученик Бриссе, Фромантена и Кабанеля.

## Биография
Анри Жерве родился 10 декабря 1852 года в городе Париже.

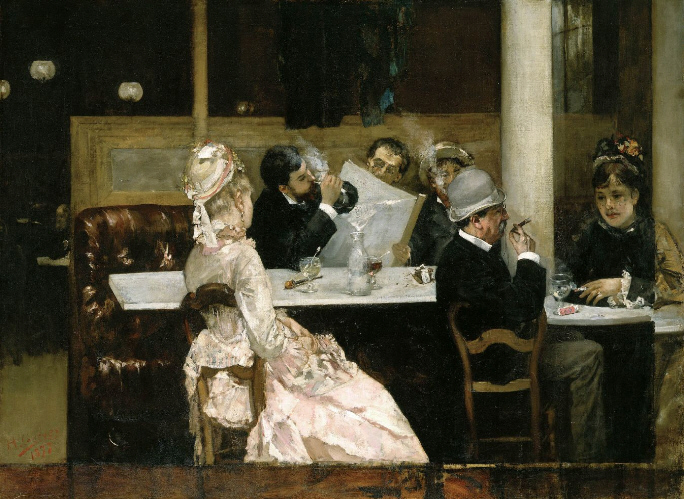
Сцена в парижском кафе (1877)

Впервые стал известен картинами мифологического содержания, исполненными в духе французского идеализма, например, «Сатир, играющий с вакханкой» (Люксембургская галерея, в Париже) и «Диана и Эндимион», а потом, примкнув к группе реалистов, стал писать, кроме портретов, также сцены парижской жизни.
Сильный колорит, щегольство широкой кисти и искусная игра световыми эффектами являются главными достоинствами его произведений, которые, однако, можно иногда упрекнуть в неглубоком содержании и расчёте на слишком грубое пробуждение эмоций в зрителе.
Главные из таких произведений: «Анатомирование трупа в больнице» (1876), «Причащение в парижской церкви пресвятой Троицы» (1877), «Ролла» (1878, на тему из поэмы А. Мюссе), «После бала» (1879), «Контора благотворительного учреждения» (1883), «Заседание жюри по живописному отделу парижского салона» (1885), «Перед операцией» (1887) и «В редакции газеты La Republique française» (1891, собрание портретов).

## Галерея

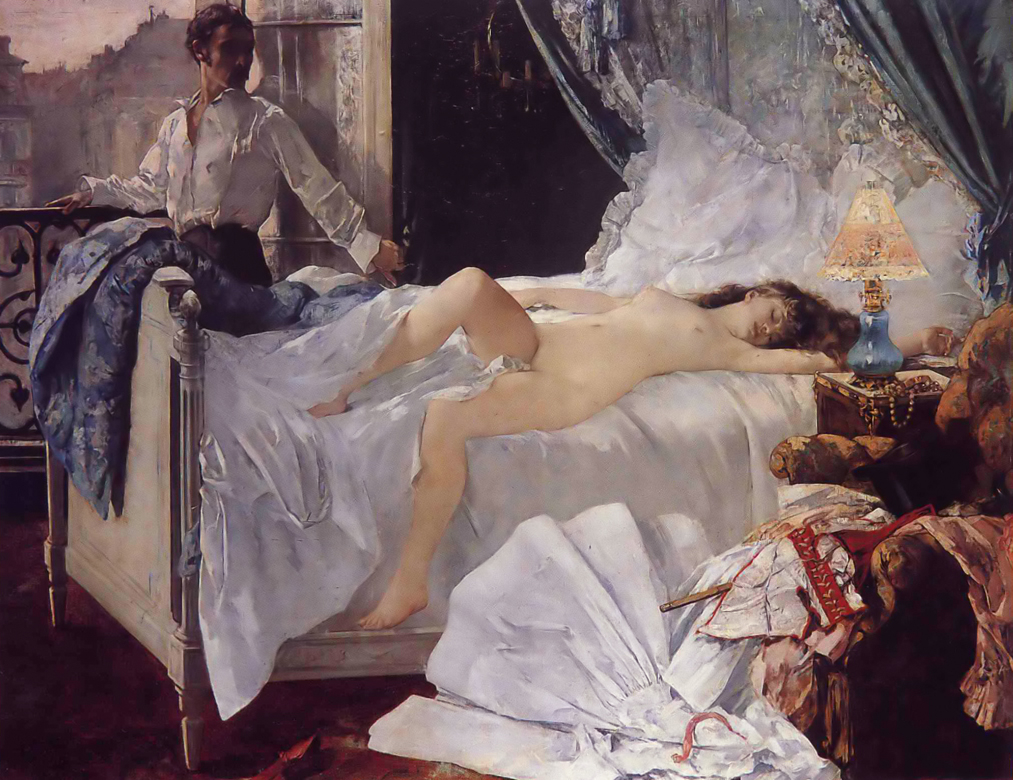
«Ролла» (1878)
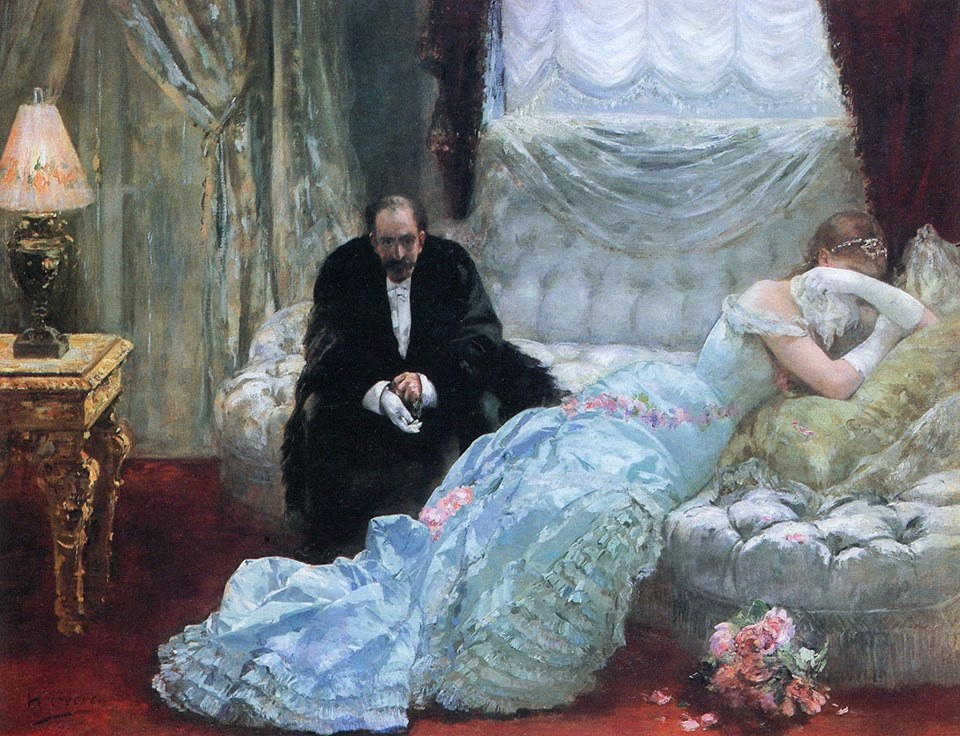
«После бала» (около 1879)
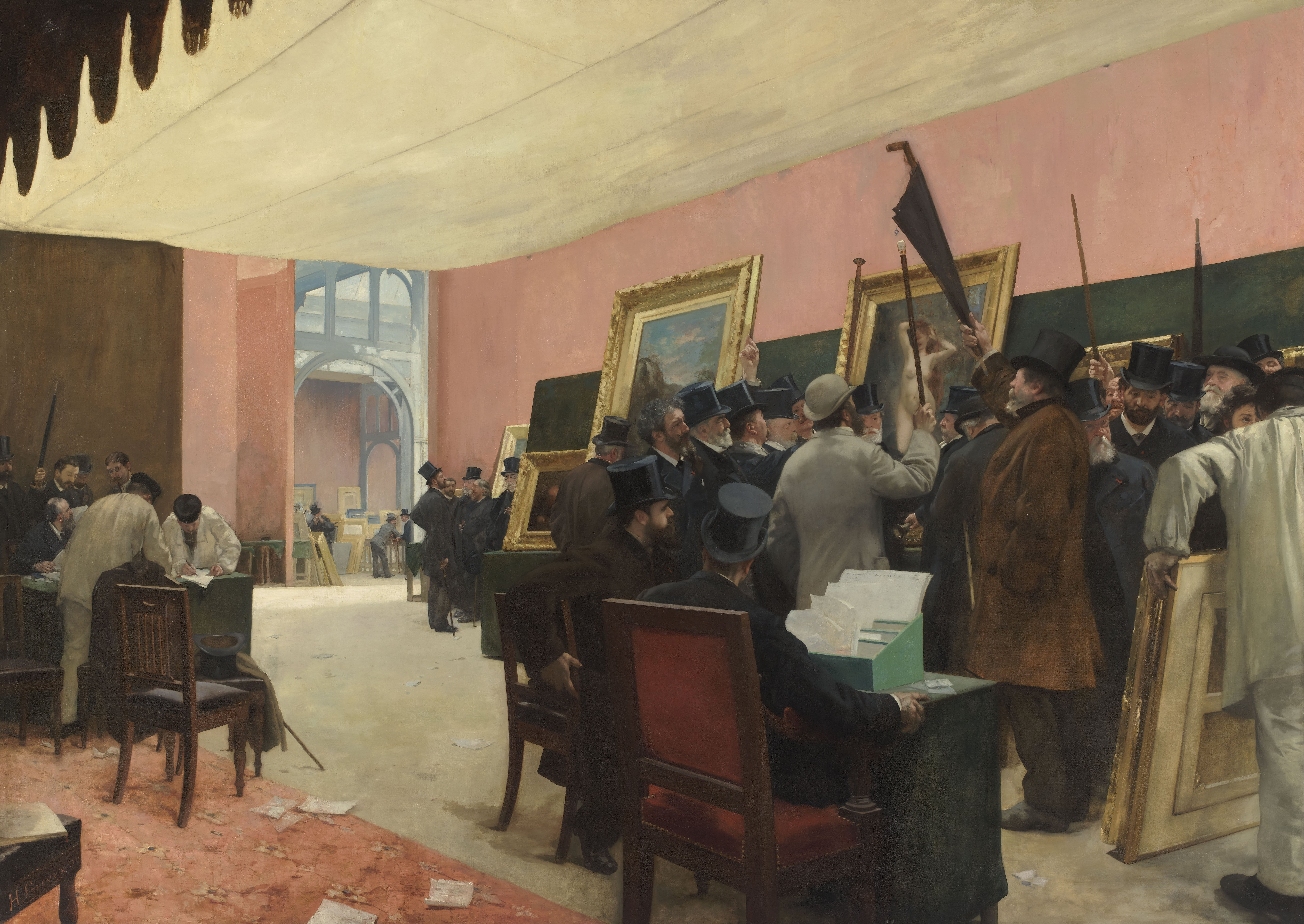
«Заседание жюри по живописному отделу парижского салона» (1885)
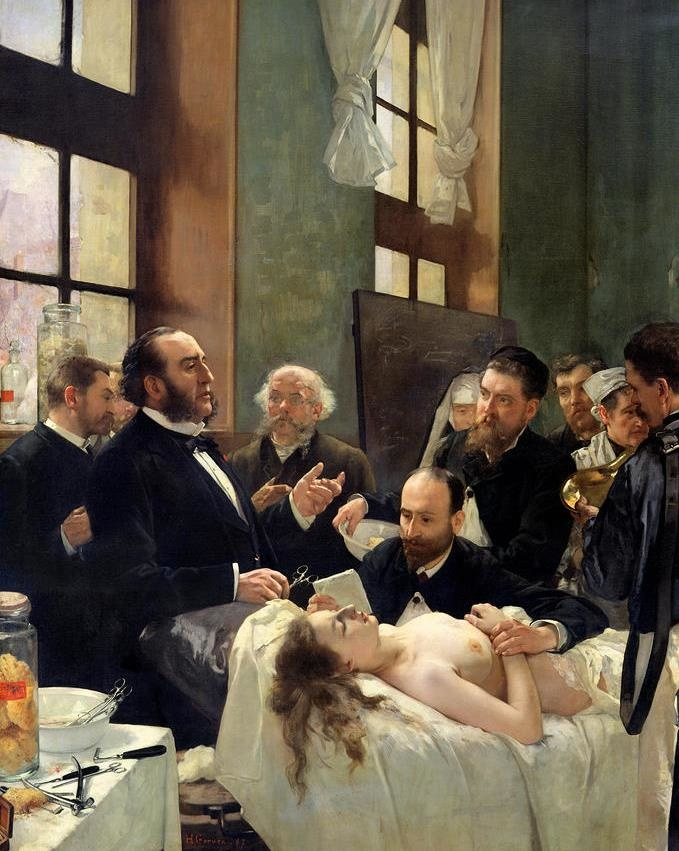
«Перед операцией» (1887)
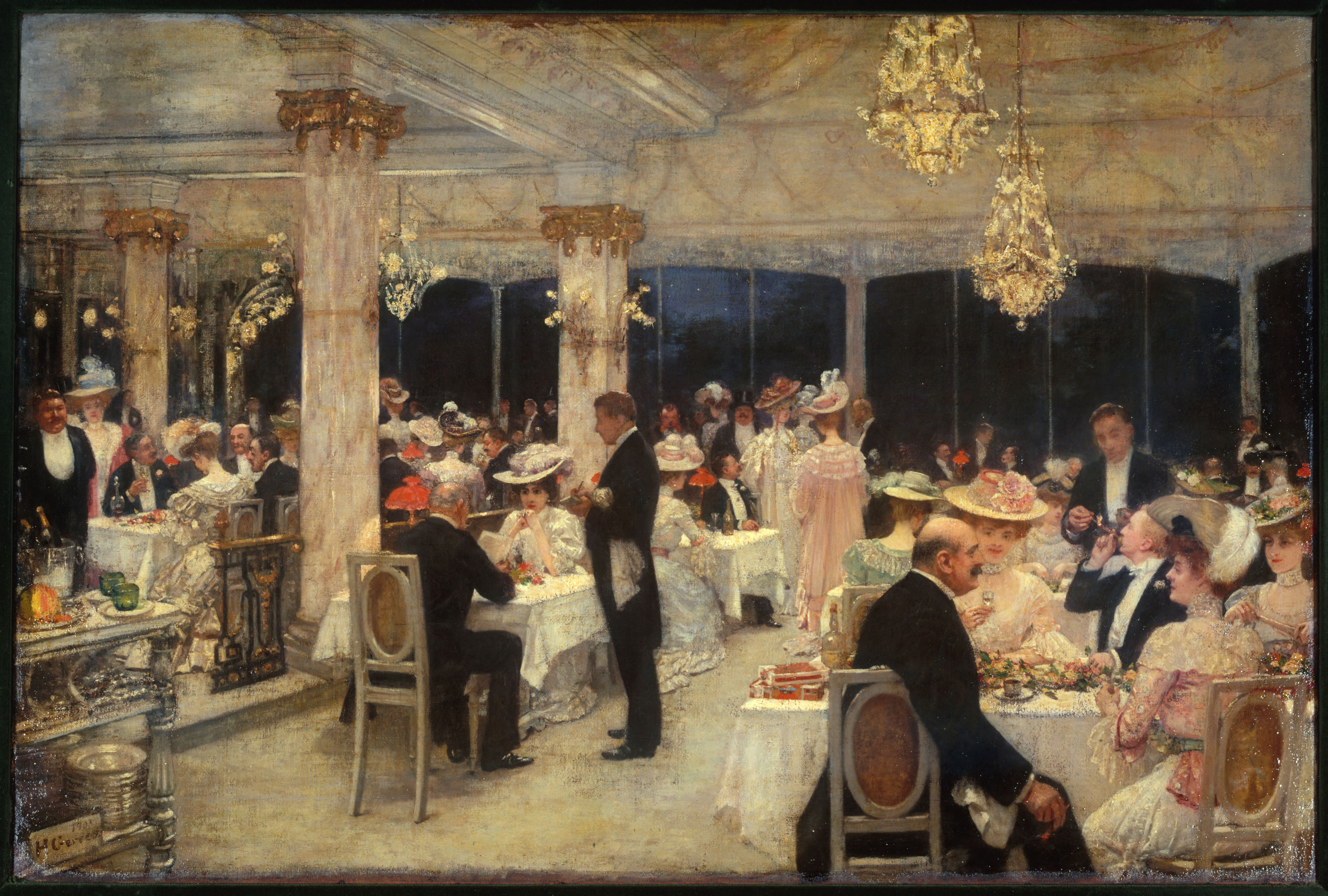
«Торжественный вечер в павильоне Арменонвилль» (1905)